# Cherserigone gracilipes
Cherserigone gracilipes är en spindelart som beskrevs av Denis 1954. Cherserigone gracilipes ingår i släktet Cherserigone och familjen täckvävarspindlar.
Artens utbredningsområde är Algeriet. Inga underarter finns listade i Catalogue of Life.